# تپه باقله
تپه باقله مربوط به دوران سده‌های اولیه دوران‌های تاریخی پس از اسلام است و در شهرستان چرداول، بخش شیروان، ۶۰۰ متری شمال روستای باقله واقع شده و این اثر در تاریخ ۷ اسفند ۱۳۸۶ با شمارهٔ ثبت ۲۱۲۶۹ به‌عنوان یکی از آثار ملی ایران به ثبت رسیده است.